# 小板橋徹
小板橋 徹（こいたばし とおる、1937年8月15日 - ）は、日本の登山家。群馬県安中市出身。日本山岳ガイド協会、日本山岳会の会員。

## 経歴
群馬県立高崎工業高等学校電気通信科から東京理科大学数学科に進学し、卒業。1958年2月、後にエベレスト遠征隊を送る有名山岳会である第2次RCCの設立に際して同人として参加。1963年 結婚し「泰磨 徹」に改名。
1970年11月 全日本アーチェリー選手権大会出場

## 登攀記録
- 1958年1月 北岳・バットレス中央稜（積雪期初登攀）メンバー：奥山章、甘利仁朗、芳野満彦、吉尾弘、小板橋徹[1]
- 1958年3月 谷川岳・一ノ倉沢烏帽子沢凹状ルート（無雪・積雪期初登攀） メンバー：雲表倶楽部、第2次RCC：奥山章、甘利仁朗、小板橋徹[1]
- 1958年12月 前穂高岳・屏風岩中央カンテ岩溝ルート（積雪期初登攀） メンバー：名古屋山岳会、第2次RCC：芳野満彦、吉尾弘、小板橋徹[2]

## 寄稿文
- 「北岳バットレス中央稜」『岩と雪』創刊号、山と渓谷社、1958年
- 「初登攀物語」『岳人』1986年7月号、東京新聞出版局
- 「賞金を狙ってボストンへ」『ランナーズ』1986年7月号、ランナーズ社
- 「快走人生」『ランナーズ』1986年8月号、ランナーズ社
- 「北岳バットレス中央稜から第二次RCCへ」「異端の登攀者」刊行委員会（編）『異端の登攀者：第二次RCCの軌跡』山と溪谷社、2002年 ISBN 978-4-63517161-8（泰磨徹名）